# Charles-Marie Widor
Charles-Marie-Jean-Albert Widor (Lyon, 21 februari 1844 – Parijs, 12 maart 1937) was een Frans componist, organist, muziekpedagoog en secretaris.

## Levensloop
Zijn vader was organist in de kerk St-François-de-Sales (Lyon), en zijn grootvader had als orgelbouwer bij de firma Callinet gewerkt. De kleine Charles-Marie kreeg orgelles van zijn vader en deed het zo goed, dat hij hem al mocht vervangen toen hij elf jaar was. In 1863 trok hij op aanraden van de Franse orgelbouwer Aristide Cavaillé-Coll naar Brussel om er bij Jacques-Nicolas Lemmens (1823-1881) te studeren. Cavaillé-Coll vond dat het gemiddelde niveau van de Franse organisten te veel was gezakt en apprecieerde Lemmens omwille van het feit dat die nog bij Adolf Hesse (1809-1863) in Breslau had gestudeerd en dus was opgeleid volgens de tradities van de Duitse school (sterke pedaaltechniek en doorgedreven kennis van Bach-werken).
Widor begon zijn muzikale studie in Brussel bij Lemmens en voor compositie ging hij te rade bij François-Joseph Fétis, de toenmalige directeur van het Koninklijk Conservatorium te Brussel. Na een jaar van intense studies bij Lemmens keerde Widor naar Lyon terug. Hij werd begeleid door en kreeg raad van Aristide Cavaillé-Coll bij zijn eerste stappen in de muziekwereld. In 1870 verhuisde hij naar Parijs omdat hij er na tussenkomst van Cavaillé-Coll op proef was benoemd tot organist-titularis van de Saint-Sulpice in Parijs, waar de orgelbouwer zijn grootste instrument had geplaatst. Die proeftijd zou uiteindelijk 64 jaar duren. Hij was als organist-titularis de opvolger van de overleden Louis James Alfred Lefébure-Wély.
Met een van de toporgels voor zich alleen vond hij dat het tijd was om een ‘nieuw’ soort orgelmuziek te schrijven, de zogenaamde orgelsymfonie. Hij schreef er een tiental, waarvan de twee laatste de namen “Gotische” en “Romaanse” meekregen. Hij verwerkte er op meesterlijke wijze gregoriaanse thema’s in om ze een religieus karakter te geven.
Met zijn symfonieën dreef hij zowel de organist als het orgel tot uitersten. Hij liet de 32’ weelderig bulderen in al zijn glorie. Naast organist was hij ook een gelauwerd concertant die overal in Europa gevraagd werd om orgels in te spelen. Uiteraard zorgde hij ook voor opvolgers. Zelf een goed pedagoog, besloot hij dan ook zijn kennis door te geven als docent orgel en compositie aan het Conservatoire de Paris. Zijn bekendste leerlingen zijn Louis Vierne, Albert Schweitzer, Charles Tournemire, Nadia Boulanger, Henri Mulet, Arthur Honegger, Edgar Varèse, Gabriel Dupont, Darius Milhaud en Marcel Dupré. De laatste volgde hem in 1934 op in de Saint-Sulpice.

## Oeuvre

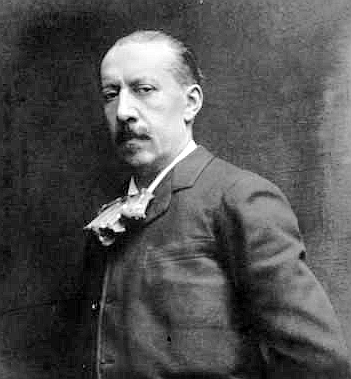
Charles-Marie Widor
tussen 1885 en 1910
Bibliothèque nationale de France

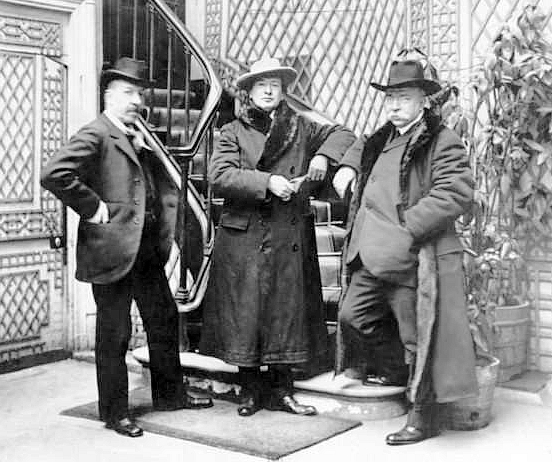
v.l.n.r. Charles-Marie Widor (1844-1937),
Ferruccio Busoni (1866-1924),
Isidor Philipp (1863-1958)
voor het Restaurant Foyot, Place de l'Odéon, Parijs, ca. 1910

### Orgelsymfonieën
| Compositiejaar | titel | delen                                                | aanmerkingen |
| -------------- | --- | ---------------------------------------------------- | --- |
| 1872/1887      | Symphonie pour orgue No. 1 in c mineur op. 13 no. 1                                                                                                  | 1. Prélude                                           | 1872 |
| 1872/1887      | Symphonie pour orgue No. 1 in c mineur op. 13 no. 1                                                                                                  | 2. Allegretto                                        | 1e versie 1872, als Allegro omgewerkt in 1887, drie verdere versies, waaronder de laatste (1929) opnieuw als Allegretto betekend                                                                                          |
| 1872/1887      | Symphonie pour orgue No. 1 in c mineur op. 13 no. 1                                                                                                  | 3. Intermezzo                                        | 1872, later een beetje gereviseerd |
| 1872/1887      | Symphonie pour orgue No. 1 in c mineur op. 13 no. 1                                                                                                  | 4. Adagio                                            | 1872, oorspronkelijk als Andante betekend |
| 1872/1887      | Symphonie pour orgue No. 1 in c mineur op. 13 no. 1                                                                                                  | 5. Marche Pontificale                                | in 1887 nieuw toegevoegd |
| 1872/1887      | Symphonie pour orgue No. 1 in c mineur op. 13 no. 1                                                                                                  | 6. Méditation                                        | in 1887 nieuw toegevoegd |
| 1872/1887      | Symphonie pour orgue No. 1 in c mineur op. 13 no. 1                                                                                                  | 7. Finale                                            | 1872, oorspronkelijk het 5e deel, later gereviseerd |
| 1872           | Symphonie pour orgue No. 2 in D majeur op. 13 no. 2                                                                                                  | 1. Praeludium Circulare                              | 1872, verschillende versies, tot 1901 als Prélude betekend |
| 1872           | Symphonie pour orgue No. 2 in D majeur op. 13 no. 2                                                                                                  | 2. Pastorale                                         | 1870(?), 1872 |
| 1872           | Symphonie pour orgue No. 2 in D majeur op. 13 no. 2                                                                                                  | 3. Andante                                           | 1862(?), 1869, in 1901 een beetje gereviseerd, ook een versie voor orgel en orkest (1882) |
| 1872           | Symphonie pour orgue No. 2 in D majeur op. 13 no. 2                                                                                                  | 4. Salve Regina                                      | 1901, vervangt het oorspronkelijke Scherzo gedeelte |
| 1872           | Symphonie pour orgue No. 2 in D majeur op. 13 no. 2                                                                                                  | 5. Adagio                                            | 1872, omgewerkt en uitgebreid in 1901 en 1920 (voormalig als Andante betekend) |
| 1872           | Symphonie pour orgue No. 2 in D majeur op. 13 no. 2                                                                                                  | 6. Finale                                            | 1872, misschien ook al voor 1868 |
| 1872           | Symphonie pour orgue No. 2 in D majeur op. 13 no. 2                                                                                                  | #. Scherzo                                           | 1869, voormalig het 4e deel, sinds 1901 samen met de vanuit de 3e symfonie verwijderde Fugue in 1910 als Deux Pièces pour Grand-Orgue gepubliceerd                                                                        |
| 1872           | Symphonie pour orgue No. 3 in e mineur op. 13 no. 3                                                                                                  | 1. Prélude                                           | 1872 |
| 1872           | Symphonie pour orgue No. 3 in e mineur op. 13 no. 3                                                                                                  | 2. Minuetto                                          | 1872, tot 1887 Menuetto |
| 1872           | Symphonie pour orgue No. 3 in e mineur op. 13 no. 3                                                                                                  | 3. Marcia                                            | 1872, in 1887 uitbreiding van twee op zes bladzijden, in 1901 nog meer uitgebreid |
| 1872           | Symphonie pour orgue No. 3 in e mineur op. 13 no. 3                                                                                                  | 4. Adagio                                            | 1872, tot 1887 als Andantino betekend |
| 1872           | Symphonie pour orgue No. 3 in e mineur op. 13 no. 3                                                                                                  | 5. Final(e)                                          | in 1887 als 6e deel nieuw toegevoegd, later meerdere malen herwerkt, vanaf 1901 het 5e deel |
| 1872           | Symphonie pour orgue No. 3 in e mineur op. 13 no. 3                                                                                                  | #. Fugue                                             | 1872, (oorspronkelijk het laatste, vanaf 1887 het voorlaatste deel), vanaf 1901 verwijderd en samen met het voormalige Scherzo uit de 2e symfonie in 1910 als Deux Pièces pour Grand-Orgue gepubliceerd                   |
| 1872           | Symphonie pour orgue No. 4 in f mineur op. 13 no. 4                                                                                                  | 1. Toccata                                           | 1872 |
| 1872           | Symphonie pour orgue No. 4 in f mineur op. 13 no. 4                                                                                                  | 2. Fugue                                             | 1872, werd naar 1901 een beetje veranderd |
| 1872           | Symphonie pour orgue No. 4 in f mineur op. 13 no. 4                                                                                                  | 3. Andante cantabile                                 | in 1887 nieuw toegevoegd, beweerde overdraag van het langzame deel van Widors in 1867 geschreven, maar later vernietigd pianoconcert; misschien het enige deel van Widor dat na de eerste publicatie niet werd veranderd. |
| 1872           | Symphonie pour orgue No. 4 in f mineur op. 13 no. 4                                                                                                  | 4. Scherzo                                           | werd in 1887 nieuw toegevoegd |
| 1872           | Symphonie pour orgue No. 4 in f mineur op. 13 no. 4                                                                                                  | 5. Adagio                                            | 1872, (oorspronkelijk het 3e deel), tot 1887 als Andante betekend |
| 1872           | Symphonie pour orgue No. 4 in f mineur op. 13 no. 4                                                                                                  | 6. Final(e)                                          | 1872, (oorspronkelijk het 4e deel), in 1887 en in de navolgende uitgaven tot 1929 herwerkt en uitgebreider slotdeel |
| 1879           | Symphonie pour orgue No. 5 in f mineur op. 42 no. 1 ontstond tijdelijk naar de 6e symfonie                                                           | 1. Allegro vivace                                    | 1879, tot de uiteindelijke versie in 1929 meerdere kleine veranderingen |
| 1879           | Symphonie pour orgue No. 5 in f mineur op. 42 no. 1 ontstond tijdelijk naar de 6e symfonie                                                           | 2. Allegro Cantabile                                 | 1879, later een beetje gereviseerd |
| 1879           | Symphonie pour orgue No. 5 in f mineur op. 42 no. 1 ontstond tijdelijk naar de 6e symfonie                                                           | 3. Andantino quasi Allegretto                        | 1879 |
| 1879           | Symphonie pour orgue No. 5 in f mineur op. 42 no. 1 ontstond tijdelijk naar de 6e symfonie                                                           | 4. Adagio                                            | 1879 |
| 1879           | Symphonie pour orgue No. 5 in f mineur op. 42 no. 1 ontstond tijdelijk naar de 6e symfonie                                                           | 5. Toccata                                           | 1879, tot 1901 licht veranderd (minder tempo, articulatie, slot) |
| 1878           | Symphonie pour orgue No. 6 in g mineur op. 42 no. 2 oorspronkelijk als 5e symfonie betekend; ook als versie voor orgel en orkest in 1882             | 1. Allegro                                           | 1878, later een beetje veranderd; ook als versie voor orgel en orkest in 1882 |
| 1878           | Symphonie pour orgue No. 6 in g mineur op. 42 no. 2 oorspronkelijk als 5e symfonie betekend; ook als versie voor orgel en orkest in 1882             | 2. Adagio                                            | 1878 |
| 1878           | Symphonie pour orgue No. 6 in g mineur op. 42 no. 2 oorspronkelijk als 5e symfonie betekend; ook als versie voor orgel en orkest in 1882             | 3. Intermezzo                                        | 1878, tot 1929 meerdere malen herwerkt |
| 1878           | Symphonie pour orgue No. 6 in g mineur op. 42 no. 2 oorspronkelijk als 5e symfonie betekend; ook als versie voor orgel en orkest in 1882             | 4. Cantabile                                         | 1878, tot 1887 als Allegretto betekend |
| 1878           | Symphonie pour orgue No. 6 in g mineur op. 42 no. 2 oorspronkelijk als 5e symfonie betekend; ook als versie voor orgel en orkest in 1882             | 5. Finale                                            | 1878; ook als versie voor orgel en orkest in 1882 |
| 1887           | Symphonie pour orgue No. 7 in a mineur op. 42 no. 3                                                                                                  | 1. Moderato                                          | 1887, later meerdere veranderingen |
| 1887           | Symphonie pour orgue No. 7 in a mineur op. 42 no. 3                                                                                                  | 2. Choral                                            | 1887 |
| 1887           | Symphonie pour orgue No. 7 in a mineur op. 42 no. 3                                                                                                  | 3. Andante - Allegretto                              | 1887, later kleiner veranderingen in de registratie |
| 1887           | Symphonie pour orgue No. 7 in a mineur op. 42 no. 3                                                                                                  | 4. Allegro ma non troppo                             | 1887, grote herwerkingen vooral voor de uitgaven van 1901 |
| 1887           | Symphonie pour orgue No. 7 in a mineur op. 42 no. 3                                                                                                  | 5. Lento                                             | 1887, grote herwerkingen vooral voor de uitgaven van 1901 |
| 1887           | Symphonie pour orgue No. 7 in a mineur op. 42 no. 3                                                                                                  | 6. Finale                                            | 1887, in 1901 grote veranderingen van het slot |
| 1887           | Symphonie pour orgue No. 8' in B majeur op. 42 no. 4                                                                                                 | 1. Allegro risoluto                                  | 1887, tot 1901 meerdere veranderingen |
| 1887           | Symphonie pour orgue No. 8' in B majeur op. 42 no. 4                                                                                                 | 2. Moderato cantabile                                | 1887 |
| 1887           | Symphonie pour orgue No. 8' in B majeur op. 42 no. 4                                                                                                 | 3. Allegro                                           | 1887, in 1901 gereviseerd slot |
| 1887           | Symphonie pour orgue No. 8' in B majeur op. 42 no. 4                                                                                                 | 4. Variations                                        | 1887, (oorspronkelijk het 5e deel), in 1901 kleine veranderingen |
| 1887           | Symphonie pour orgue No. 8' in B majeur op. 42 no. 4                                                                                                 | 5. Adagio                                            | 1887, (oorspronkelijk het 6e deel) |
| 1887           | Symphonie pour orgue No. 8' in B majeur op. 42 no. 4                                                                                                 | 6. Finale                                            | 1887, (oorspronkelijk het 7e deel) |
| 1887           | Symphonie pour orgue No. 8' in B majeur op. 42 no. 4                                                                                                 | #. Prélude                                           | 1887, (oorspronkelijk het 4e deel), in 1901 verwijderd |
| 1894           | Symphonie pour orgue No. 9 «Gothique» op. 70 voor het orgel in de Abdijkerk van Saint-Ouen in Rouen over de gregoriaanse kerstintroitus "Puer natus" | 1. Moderato                                          | 1894 |
| 1894           | Symphonie pour orgue No. 9 «Gothique» op. 70 voor het orgel in de Abdijkerk van Saint-Ouen in Rouen over de gregoriaanse kerstintroitus "Puer natus" | 2. Andante sostenuto                                 | 1894 |
| 1894           | Symphonie pour orgue No. 9 «Gothique» op. 70 voor het orgel in de Abdijkerk van Saint-Ouen in Rouen over de gregoriaanse kerstintroitus "Puer natus" | 3. Allegro                                           | 1894 |
| 1894           | Symphonie pour orgue No. 9 «Gothique» op. 70 voor het orgel in de Abdijkerk van Saint-Ouen in Rouen over de gregoriaanse kerstintroitus "Puer natus" | 4. Moderato - Allegro - Moderato - Andante - Allegro | 1895, fragmenten in 1890 |
| 1898           | Symphonie pour orgue No. 10 «Romane» op. 73 voor het orgel in de kerk Saint-Sernin in Toulouse over het gregoriaans paasgraduale "Haec dies"         | 1. Moderato                                          | 1898 |
| 1898           | Symphonie pour orgue No. 10 «Romane» op. 73 voor het orgel in de kerk Saint-Sernin in Toulouse over het gregoriaans paasgraduale "Haec dies"         | 2. Choral                                            | 1898, later meerdere kleine veranderingen |
| 1898           | Symphonie pour orgue No. 10 «Romane» op. 73 voor het orgel in de kerk Saint-Sernin in Toulouse over het gregoriaans paasgraduale "Haec dies"         | 3. Cantilène                                         | 1898, introductie van het tweede ter grondslag liggende gregoriaanse thema "Victimae paschali laudes" |
| 1898           | Symphonie pour orgue No. 10 «Romane» op. 73 voor het orgel in de kerk Saint-Sernin in Toulouse over het gregoriaans paasgraduale "Haec dies"         | 4. Final                                             | 1898 |

### Andere werken voor orgel
- Bachs Memento - zes bewerkingen van composities van J.S. Bach (1925, Hamelle)
- Deux Pièces pour Grand Orgue
- Suite Latine op. 86 (1927, Durand)
- Trois Nouvelles Pièces op. 87 (1934, Durand)

### Piano-solo
- Variations sur un thème original op. 1 (1867),
- Airs de ballet op. 4 (Hamelle)
- Scherzo Brillant op. 5
- Sérénade op. 6
- La prière op. 7
- L'orientale, scherzo op. 8
- Caprice op. 9
- Sérénade op. 10 (Hamelle)
- 3 Valses op. 11 (Hamelle)
- Impromptu op. 12 (Hamelle)
- 6 Morceaux de Salon op. 15 (1872, Hamelle)
- Prélude, andante et final op. 17
- Scènes de Bal op. 20
- 6 Valses caractéristiques op. 26 (1877, Hamelle)
- 12 Feuillets d’Album op. 31 (1877, Hamelle)
- Conte d'Automne op. 42 no. 1 (1904, Hamelle) (eigen bewerking van het tweede deel van de Symphonie pour orgue No. 5)
- Toccata op. 42 no. 1 (eigen bewerking van het vijfde deel van de Symphonie pour orgue No. 5) (Hamelle)
- Dans les bois op. 44
- Romance op. 46
- Suite polonaise op. 51 (1885, Hamelle)
- Suite op. 58 (1887)
- Carnaval op. 61
- Suite Écossaise op.78 (1905)
- Variations de concert sur un thème original (1867)
- La Barque (Fantaisie Italienne) (1877, Durand)
- La Corricolo (Fantaisie Italienne) (1877, Durand)
- Scherzo-Valse (1878, Durand)
- Fileuse (1909)

### Twee piano's
- Sérénade op. 10 (bewerking van kamermuziekcompositie door Frène) (Hamelle)
- Symphonie No. 1 op. 16 (Durand)
- Marche américaine op. 31 no. 11 (1890, Hamelle)
- Concerto pour piano No. 1 op. 39 (1876, Hamelle)
- Toccata op. 42 no. 1 (arr. Isidor Philipp) (eigen bewerking van het vijfde deel van de Symphonie pour orgue No. 5) (Schirmer)
- Symphonie No. 2 op. 54 (Durand)
- Fantaisie op. 62 (Durand)
- Contes d'Avril op. 64 (Schott)

### Kamermuziek
- Quintette avec piano op. 7 (1890, Hamelle)
- Sérénade op. 10 (1883, Hamelle) - Flûte, Violon, Violoncelle, Piano et Harmonium
- Valse op. 11 no. 1 - Violon et Piano (Hamelle)
- Valse impromptu op. 15 no. 6 - Violon et Piano (Hamelle)
- Trio pour Piano, Violon et Violoncelle, op. 19 (1875, Hamelle)
- Suite op. 21 nos.1-3 - Piano et Violon (Hamelle)
- 3 Pièces op. 21 - Violoncelle et Piano (Hamelle)
- Valse op. 26 no. 6 - Piano et Violon (Hamelle)
- Suite op. 34 - Flûte et Piano (1898) (Heugel)
- Toccata op. 42 no. 1 (bewerking van het vijfde deel van de Symphonie pour orgue No. 5) (Hamelle)
- Sonate op. 50 - Violon et Piano (Hamelle)
- Soirs d'Alsace - 4 Duos op. 52 - Violon, Violoncelle et Piano (1908) (Hamelle)
- Cavatine op. 57 - Violon et Piano
- Quatuor pour Violon, Alto, Violoncelle et Piano, op. 66 (1891, Durand)
- Quintette pour 2 Violons, Alto, Violoncelle et Piano, op. 68 (1896, Durand)
- Introduction et Rondo op. 72 - Clarinette et Piano (1898, Leduc)
- Suite op. 76 - Violon et Piano (Hamelle)
- Sonate op. 79 - Violon et Piano (Heugel)
- Sonate op. 80 - Violoncelle et Piano (Heugel)
- Salvum fac populum tuum op. 84 - 3 Trompettes, 3 Trombones, Percussions et Orgue (Heugel)
- Humoresque - Violon, Violoncelle et Piano
- 4 Pièces - Violon, Violoncelle et Piano (1890)
- 6 Duos - Piano et Harmonium (1891, Pérégally & Parvy Fils)
- Sérénade - Piano et Harmonium (1905, Schott)
- 4 Duos - Violon, Violoncelle et Piano (1908)
- 3 Pièces - Hautbois et Piano (1891)
- Suite - Violoncelle et Piano (1912)
- Suite Florentine - Flûte ou Violon et Piano (1920)

### Orkestwerken
- Symphonie No. 1 op. 16 (1870, Durand)
- Concerto pour piano et orchestre No. 1 op. 39 (1876, Hamelle)
- Concerto pour Violoncelle et orchestre op. 41 (1882, Hamelle)
- Symphonie pour orgue et orchestre op. 42 (1882, A-R Editions)
- Chant séculaire op. 49 - pour Soprano solo, chœur et orchestre
- Symphonie No. 2 op. 54 (1886, Heugel)
- Maître Ambros op. 56 (Hamelle) pour orchestre
- La nuit de Walpurgis - poème symphonique op. 60 (1887, Hamelle) - Chœur et Orchestre
- Fantaisie op. 62 (1889, Durand) - pour piano et orchestre
- Contes d'Avril op. 64 (Heugel) - pour Orchestre
- Symphonie No. 3 op. 69 (1894, Schott) - pour Orgue et Orchestre
- Choral et Variations op. 74 (1900, Leduc) - pour harpe et orchestre
- Concerto pour piano et orchestre No. 2 op. 77 (1906, Heugel)
- Sinfonia sacra op. 81 (1908, Otto Junne) - pour orgue et orchestre
- Symphonie antique op. 83 (1911, Heugel) - pour Solistes, Chœur, Orgue et Orchestre
- La Korrigane WoO (1882, Heugel) - pour Orchestre
- Ouverture espagnole (1897, Heugel) - pour Orchestre

### Vocale werken
- O Salutaris op. 8 (Hamelle) - Contralto ou Baryton et Orgue
- 6 Mélodies op. 14 (1872, Hamelle)- voix et Piano
- Tantum ergo op. 18 no. 1 (Hamelle) - pour chœur d'hommes, chœur mixte et Orgue
- Regina coeli op. 18 no. 2 (Hamelle) - pour chœur d'hommes, chœur mixte et Orgue
- 6 Mélodies op. 22 (1875, Hamelle) - voix et piano
- Quam dilecta tabernacula tua op. 23 no. 1 (1876, Hamelle) - Chœurs et Grand-Orgue
- Tu es Petrus op. 23 no. 2 (1876, Hamelle) - Chœurs et Grand-Orgue
- Surrexit a mortuis (Sacerdos et pontifex) op. 23 no. 3 (1876, Hamelle) - chœurs et Grand Orgue
- Ave Maria op. 24 (Hamelle) - Mezzo-Soprano, Harpe et Orgue
- 3 Chants op. 25 (Hamelle) - pour Chœur mixte
- 3 Mélodies op. 28 - Voix et Piano
- 2 Duos op. 30 - Soprano, Contralto et Piano
- 3 Mélodies italiennes op. 32 (Hamelle) - Voix et Piano
- 3 Mélodies italiennes op. 35 (Hamelle) - Voix et Piano
- Messe op. 36 (1890, Hamelle) - chœurs et Grand Orgue
- 6 Mélodies op. 37 (Hamelle) - Voix et Piano
- 2 Duos op. 40 (Hamelle) - Soprano, Contralto et Piano
- 6 Mélodies op. 43 (Hamelle) - Voix et Piano
- 6 Mélodies op. 47 (Hamelle) - Voix et Piano
- 6 Mélodies op. 53 - Voix et Piano
- Ave Maria op. 59 - Voix et orgue
- O salutaris op. 63 - Voix, Violon ou Violoncelle et Orgue
- Soirs d'été op. 63 (1889, Durand) - Voix et Piano
- Mon bras pressait (Hamelle) - Soprano et Piano
- Contemplation (Hamelle) - Mezzo-Soprano et Piano
- Ecce Joanna, Alleluia! (Schola Cantorum) - Chœur Mixte et orgue
- Psalm 112 (1879) - chœurs, Grand Orgue et orchestre
- Musique de théâtre [modifier]
- Conte d'Avril (1885)
- Maître Ambros: drame lyrique en 4 actes et 5 tableaux de François Coppée & Auguste Dorchain (piano-uittreksel gepubliceerd door Heugel, 1886)
- Les pêcheurs de Saint-Jean (1904, Heugel)
- Nerto (1924, Heugel)

## Discografie
- L'œuvre intégrale pour orgue, door Ben van Oosten naar het Cavaillé-Coll-orgel van de abdijkerk van Saint-Ouen in Rouen, basilique Saint-Sernin de Toulouse, Kerk Saint-François-de-Sales in Lyon en Sta. María in Azkoitia (Spanje).
- Les 10 symphonies pour orgue, door Pierre Pincemaille op tien Cavaillé-Coll orgels - Solstice SOCD 181-185 (diapason d'or).[2]